# Calpurni Sícul

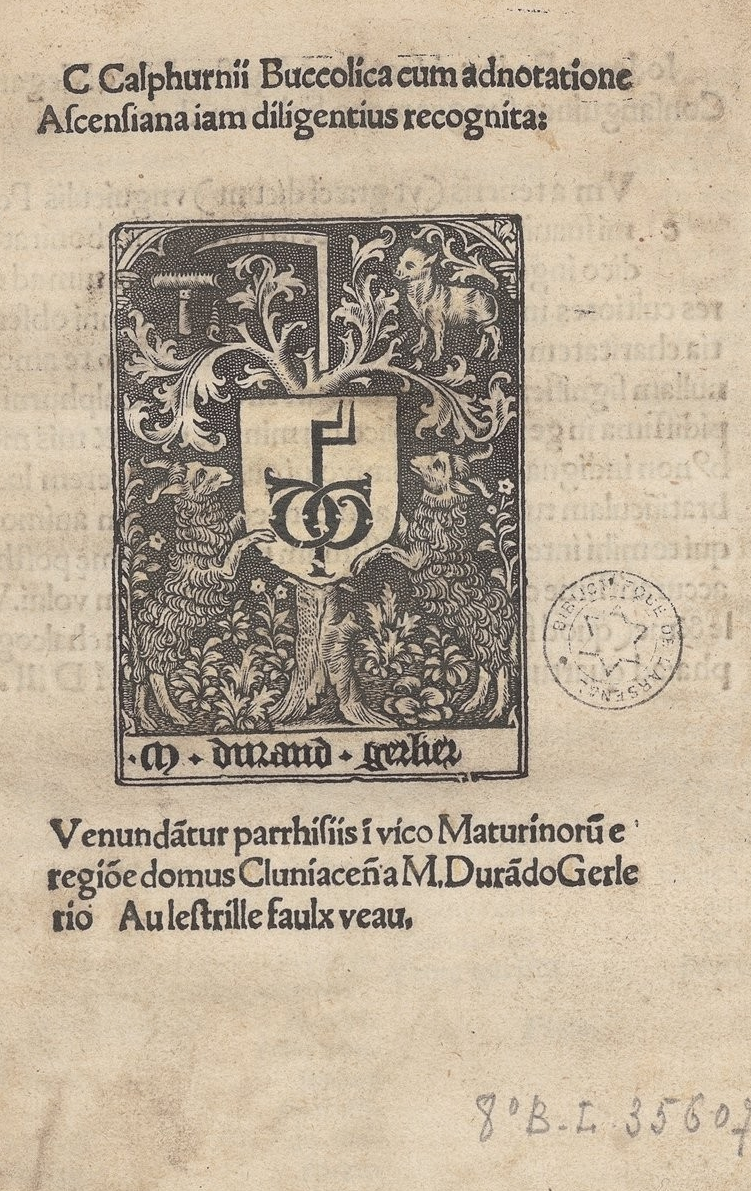
Portada del T. Calpurnii Siculi Bucolicon Eclogae.

Calpurni Sícul (en llatí Calpurnius Siculus) va ser un poeta romà que va escriure onze pastorals, molt influïdes per Virgili, que porten el títol de T. Calpurnii Siculi Bucolicon Eclogae, al que de vegades s'afegeix Ad Nemesianum Carthaginiensem, dirigit a un personatge de nom Aurelius Olympius Nemesianus, que podria ser el poeta romà d'origen cartaginès.
De la seva biografia no es coneix gairebé res. El seu nom és presentat com a Tit, Gai o Juni o Juli. Fins i tot, el seu nom Sículus, no se sap si era propi o indicava el lloc de naixement, Sicília, o potser es referia al fet que el seu estil literari era propi dels poetes sicilians. Fins i tot, si la dedicatòria a Nemesià és certa, potser és un altre Nemesià, o no haurien de ser contemporanis.
De les onze pastorals, les últimes quatre, de consideracions mètriques i manuscrits de testimonis expressos, són generalment atribuïdes al poeta Nemesià, que va viure en l'època de l'emperador Car i els seus fills, a la segona meitat del segle iii.